# Mandrilado

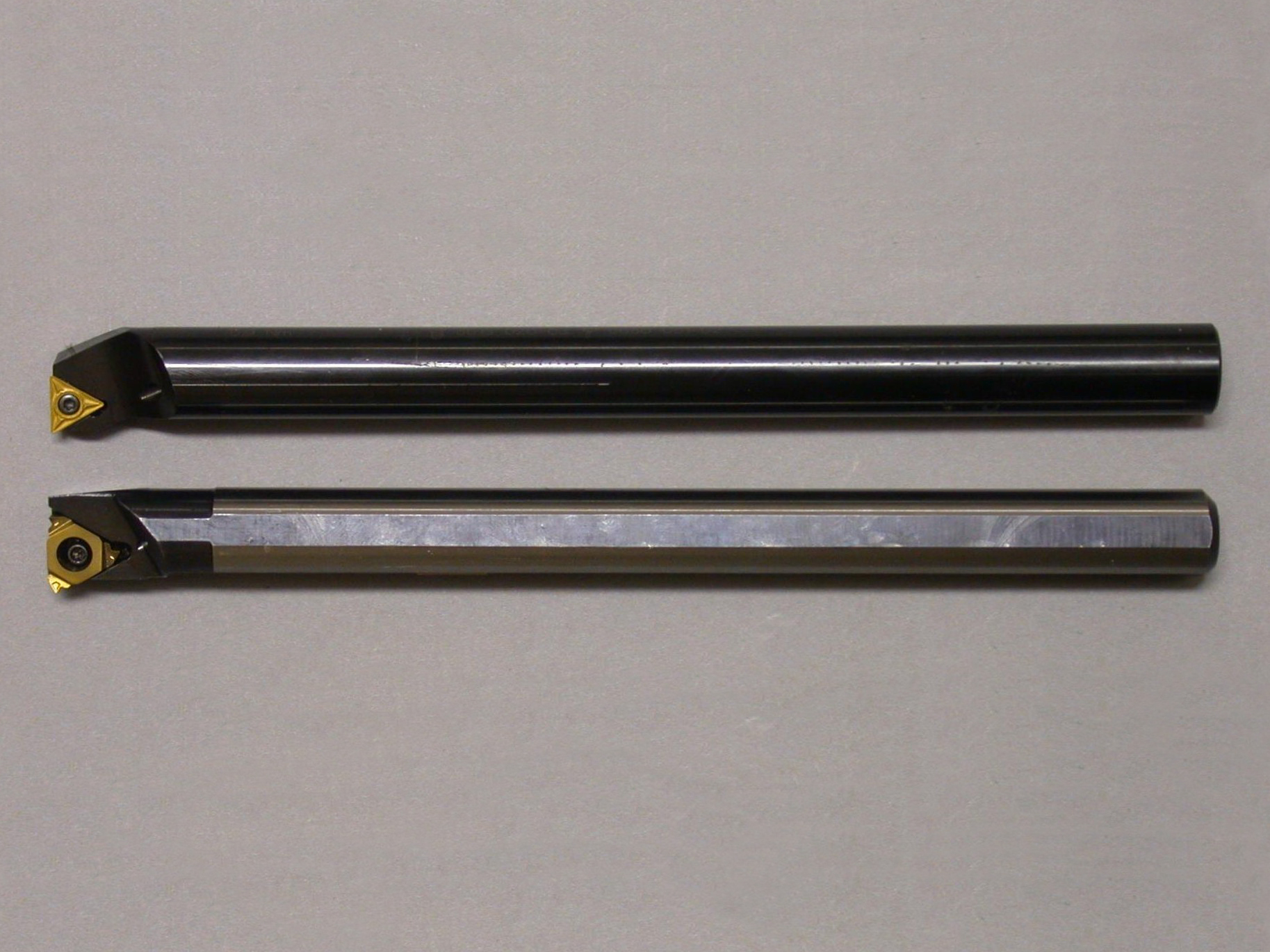
Barras de mandrilar para torno con plaquitas intercambiables.

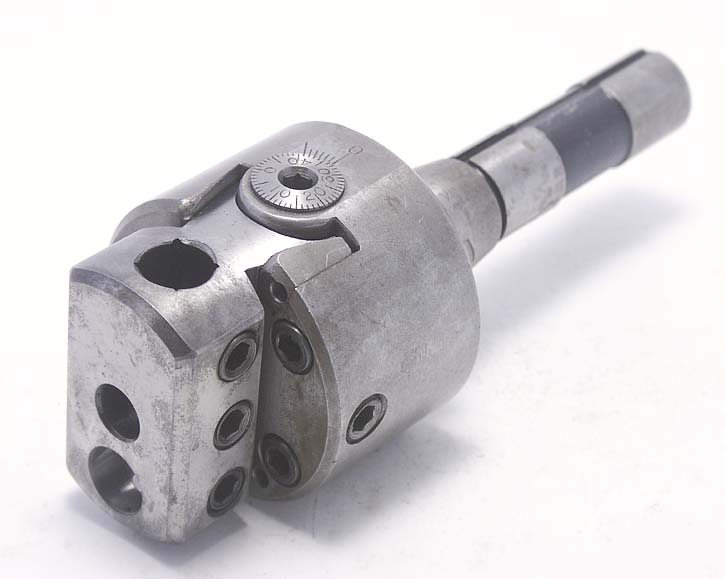
Cabezal de mandrilar.

Se llama mandrilado a una operación de mecanizado que se realiza en agujeros de piezas ya realizados para obtener mayor precisión dimensional, mayor precisión geométrica o una menor rugosidad superficial, pudiéndose utilizar para agujeros cilíndricos como cónicos, así como para realizar roscas interiores.
El mandrilado puede realizarse en varias máquinas de herramientas diferentes como el torno de cabeza giratoria. Si la pieza es un sólido de revolución pequeño con un agujero en su eje de simetría, el mandrinado puede realizarse en un torno, haciendo girar la pieza en el plato giratorio y fijando una barra de mandrinar con el filo adecuado en el contrapunto del torno. Para otras piezas, con uno o varios agujeros, se utilizan fresadoras, mandriladoras (también conocidas como mandrinadoras) y centros de mecanizado con una herramienta rotatoria.
El portaherramientas utilizado en una mandriladora es un mandril micrométrico (no debe confundirse con el mandril de un torno) específicamente diseñado para ello, también denominado mandrino o cabezal de mandrinar. También se puede aumentar el diámetro de agujeros ya realizados realizando operaciones de taladrado (con una broca) o de escariado (con un escariador) cuando las dimensiones son adecuadas para la máquina y la herramienta utilizadas.
La limitación de las condiciones de corte en el mandrilado viene impuesta por la rigidez y el voladizo que pueda tener la herramienta, para evitar vibraciones excesivas que comprometan la calidad y precisión del agujero.